# El Ràfol d'Almúnia
El Ràfol d'Almúnia è un comune spagnolo situato nella comunità autonoma Valenciana.